# David Schnegg
David Schnegg (ur. 29 września 1998) – austriacki piłkarz występujący na pozycji obrońcy w amerykańskim klubie D.C. United oraz w reprezentacji Austrii do lat 21. Wychowanek FG Schönwies/Mils, w trakcie swojej kariery grał także w takich zespołach, jak WSG Swarovski Tirol, FC Liefering, LASK, FC Juniors OÖ, Venezia i FC Crotone oraz Sturm Graz.